# 雨宮鈴奈
雨宮 鈴奈（あめみや すずな、2006年2月17日 - ）は日本のアイドル、モデル。奈良県出身。シンセカイヒーローのメンバーで、スリジエWESTの元メンバーでもある。所属事務所はクリーブラッツ大阪支社。愛称は、すず・すなたん。

## 来歴

### 2020年
- 10月17日、ドリームプロジェクトへ入所。
- 12月19日、スリジエ候補生WESTガーデンとして、ステージデビューを果たす[2]。当時の担当カラーはオレンジ色。

### 2021年
- 10月10日、スリジエWESTワンマンライブ「～ひとつになって輝け～」内の組閣発表で、スリジエWEST天組への昇格が決定する[3]。
- 11月27日、スリジエ候補生WEST卒業。同日、スリジエWESTのメンバーとなる。当時の担当カラーは緑色。

### 2023年
- 3月25日、TakaraOsakaでの解散公演をもってスリジエWEST解散後、シンセカイヒーローの立ち上げメンバーとなる[4]。担当カラーは赤色。

### 2024年
- 4月27日、SPLASH SUMMER×近代麻雀水着祭2024に出演する[5]。

## 人物
- シンセカイヒーローの楽曲では、主にセンターを務める。
- 自己紹介フレーズは「シンセカイヒーロー赤色担当 世界の平和を守ります！」[6]。
- 爬虫類好きを公言しており、フトアゴヒゲトカゲ、ニホントカゲ、カナヘビを飼育している[7]。
- 「すずちゃれんじ」として、でんぐり返りの動画をあげるなどSNSの活用に積極的である[8]。
- 趣味は、神社巡り・フトアゴヒゲトカゲ達と遊ぶこと・お菓子作り・部屋の模様替え[6][7]。
- マイブームは、トカゲや恐竜のぬいぐるみ集め[7]。
- 特技は、バスケットボール[6]。
- 好きな食べ物は、いちごとお肉[6]。
- 苦手な食べ物は、辛い物と苦い物とマヨネーズ[6]。

## 出演

### イベント
- SPLASH SUMMER×近代麻雀水着祭2024（2024年4月27日)[5]。
- 私立近代麻雀学園 at 旧笠原小学校（2024年8月13日)[9]。
- オリックス・バファローズ vs 北海道日本ハムファイターズ 18回戦 「YES! 高須クリニック 大阪DAY」始球式（2024年8月16日、京セラドーム大阪）[10]
- KANSAI POOL FES with 京都下鴨茶論＆鴨コス（2024年9月14日)。

### CM
- 高須クリニック大阪院（2024年3月29日〜）−　広告看板（大阪府、京都府）、新聞広告、ラジオCM、テレビCMに出演。京セラドーム大阪のオリックス・バファローズ主催試合にて放映されるCMでは、楽曲「シンセカイヒーロー」を使用[11]。

### ラジオ
- ガルステッ！「シンセカイヒーローのアリっちゃアリやな」(ラジオ関西、毎月第4週放送)[12]　−　メインパーソナリティ

### 配信番組
- シンセカイヒーローSPクッキング（cookpadLive、2023年7月14日）[13]
- 小嶋 花梨のThe interview（YouTube、2023年11月8日）[14]

### 雑誌
- ウェブマガジン「221B JOURNAL」（2023年5月13日）[6]　−　ポートレートグラビア
- 「IDOLOOKIN Vol.8」（910エンターテイメント、2024年11月20日）[15]　−　表紙、巻頭特集